# KOMDIV-64
КОМДИВ-64 (конвейерный однокристальный микропроцессор для интенсивных вычислений) — семейство 64-разрядных микропроцессоров, разработанных в научно-исследовательском институте системных исследований (НИИСИ) Российской академии наук. Микросхемы производятся как на собственном производстве (производство микросхем космического применения), так и иностранными компаниями (производство микросхем промышленного применения): тайваньскими TSMC и UMC, американской GlobalFoundries и немецкой X-Fab. Все процессоры серии предназначены в основном для промышленных и высокопроизводительных вычислительных приложений.
Микропроцессоры реализуют набор команд архитектуры MIPS IV (ISA).

## Обзор
| Обозначение | Название      | Кол-во ядер | Начало выпуска | Процесс (нм) | Тактовая частота (МГц) | Примечания              |
| ----------- | ------------- | ----------- | -------------- | ------------ | ---------------------- | ----------------------- |
| 1990ВМ3Т    |               | 1           | 2008 ?         | 350          | ?                      | [ 2 ] [ 3 ] [ 4 ]       |
| 1890ВМ5Ф    | КОМДИВ64-СМП  | 1           | 2007 ?         | 350          | 350                    | [ 2 ] [ 3 ] [ 4 ]       |
| 1890ВМ6Я    | КОМДИВ64-РИО  | 1           | 2011           | 180          | 270                    | [ 2 ] [ 3 ] [ 4 ] [ 5 ] |
| 1890ВМ7Я    | КОМДИВ128-РИО | 1           | 2011           | 180          | 200                    | [ 2 ] [ 3 ] [ 4 ] [ 6 ] |
| 1890ВМ8Я    | КОМДИВ64-М    | 2           | 2015           | 65           | 800                    | [ 2 ] [ 4 ] [ 7 ]       |
| 1890ВМ9Я    | КОМДИВ128-М   | 2           | 2016           | 65           | 1000                   | [ 2 ] [ 4 ]             |
| 1907BM028   | КОМДИВ64-КНИ  | 1           | 2016           | 250          | 150                    | Рад.-стойкая            |
| 1890ВМ118   | ?             | 2           | 2019           | 28           | 1300                   |                         |

## Типы микросхем

### 1990ВМ3Т
- Технология 0,35 мкм КМОП
- 240-контактный корпус QFP

### 1890ВМ5Ф «КОМДИВ64-СМП»
- Технология 0,35 мкм КМОП процесс
- 16-кб кэш команд L1 и 16-кб кэш данных L1, 256 кб кэш-памяти L2
- последовательный, суперскалярный, 2 команды за такт; 5-ступенчатый целочисленный конвейер, 7-ступенчатый конвейер с плавающей точкой
- 26,6 миллиона транзисторов
- совместим с PMC-Sierra RM7000
- производительность: 0,68 dhrystones/МГц, 1,03 Whetstone/МГц, 1,09 coremarks/МГц[9]

### 1890ВМ6Я «КОМДИВ64-РИО»
- Технология 0,18 мкм КМОП
- 16-кб кэш команд L1 и 16-кб кэш данных L1, 256 кб кэш-памяти L2
- 680-контактный корпус BGA
- Система на кристалле (SoC) в том числе с PCI контроллером, 5 64-разрядных таймеров на базе rapidio, интерфейс Ethernet 100/10 Мбит/с, интерфейс USB 2.0, интерфейс I2C
- производительность: 0,90 dhrystones/МГц, 1,32 бруски/МГц, 1,47 coremarks/МГц

### 1890ВМ7Я «КОМДИВ128-РИО»
- Технология 0,18 мкм КМОП
- 16-КБ Л1 кэш команд, 16 КБ кэша L1 кэш данных, 32 КБ общего назначения статического ОЗУ
- 680-контактный корпус BGA
- Система на кристалле (SoC), включающая контроллер PCI, 3 64-разрядных таймера, RapidIO, I²C, SPI, 128-битный DSP с 4 ядрами и 64 кб оперативной памяти на ядро

### 1890ВМ8Я «КОМДИВ64-М»
- Технология 65 нм КМОП
- 32-КБ кэш инструкций L1 и 16 КБ-кэш данных L1, 512 Кб кэш-памяти L2
- 1294-контактный корпус BGA
- Система на кристалле (SoC), включающая контроллер PCI, 5 64-разрядных таймеров, RapidIO, Ethernet 1000/100/10 Мбит/с, USB 2.0, I²C, SPI, SATA 3.0
- производство началось в 2015 году в TSMC[4]

### 1890ВМ9Я «КОМДИВ128-М»
- Технология 65 нм КМОП
- двухъядерный, тактовой частотой 1 ГГц
- 1294-контактный корпус BGA
- Система на кристалле (SoC), в том числе RapidIO, Ethernet 1000 Мбит/с, USB 2.0, SATA 3.0

### 1907ВМ028 «КОМДИВ64-КНИ»
- Технология 0,25 мкм кремний на изоляторе (КНИ) КМОП
- 128 кб кэш-памяти L2
- 675-контактный корпус BGA
- Система на кристалле (SoC), включающая RapidIO, Ethernet, PCI, I²C

### 1890ВМ118
- Технология 28 нм КМОП
- Температурный диапазон от -60 °C до +85 °C
- Потребление 9Вт
- Система на кристалле (SoC), включающая графический сопроцессор, USB2.0, SATA, PCI, I²C